# アロンソ (小惑星)
アロンソ (73533 Alonso) は小惑星帯に位置する小惑星。スペインのマヨルカ天文台で発見された。
スペイン出身のレーシングドライバー、フェルナンド・アロンソに因んで命名された。